# 武氏太極拳

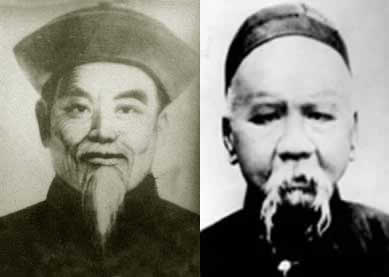
武禹襄 (左), 郝為真 (右)

武式太极拳以楊式太極拳及趙堡太极拳為基础，加上其始創人武禹襄的多年經驗编成。武氏乃官绅之家，以練拳為樂，极少授徒，固流傳不廣。武氏門人所寫理論，多成為今日太極門的重要文獻。

## 创始人
武禹襄(1812年－1880年)河北永年人，出身官绅人家。当杨露禅从陈家沟返乡，武氏兄弟爱其术，从杨学习楊氏太极拳大架，得其梗概。后武禹襄兄长于1852年中进士，任河南舞阳知县。武禹襄赴兄长任所，顺道过温县陈家沟，拟求益于陈长兴(1771年－1853年)。经陳长兴介绍，从陈青萍学得趙堡太極拳，学拳月餘，备悉理法要义。又于舞阳盐店得王宗岳（乾隆年间人）《太极拳论》更有启悟，以练拳心得著有《打手要言》；又衍为《十三势行工心解》。并归纳锻炼要领为《身法八要》。其著作皆心得所著，简单精要。武禹襄传其甥李亦畲(1832年－1892年)。李亦畲传郝為真(1840年－1920年)。

## 风格与特点
武氏太极拳拳架既不同于杨氏大架，亦不同於趙堡太極拳。姿势紧凑，动作舒缓，步法严格分虚实，胸、腹部进退皆旋转，身体中正，以内动的虚实来支配外形（即内气潜转），左右手各管半边，不相逾越，出手不过足尖。原来有跳跃动作（二起腳）。第四代傳人郝月如，改为不纵不跳。
武氏太极拳推手步法为：进三步半，退三步半。

## 实战记录
2020年11月28日，中国综合格斗拳手徐晓冬，发布了他和武式太极拳传人陈勇比武的视频。徐晓冬在开赛后10秒钟以左直拳击打陈勇右脸，陈勇数秒后宣布退出比赛。

## 参看
- 南拳
- 拳術發展歷史
- 中國武術門派
- 太极拳